# Rowland Lockey

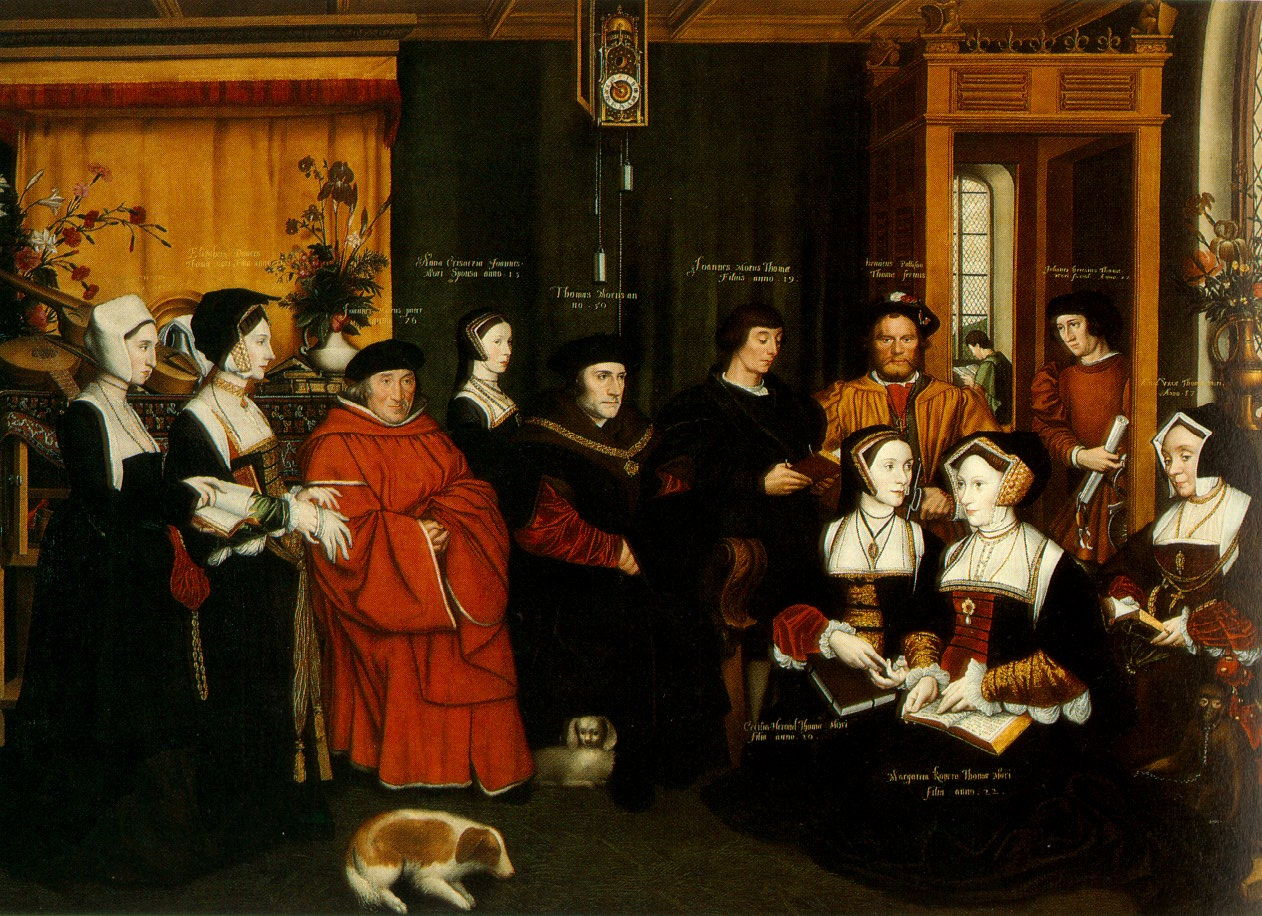
Rowland Lockey d'après Hans Holbein le Jeune, La famille de Sir Thomas More, v. 1594

Rowland Lockey était un peintre et orfèvre anglais né en 1565 et mort en 1616. Fils de Leonard Lockey, un fabricant d'arbalètes de la paroisse de St Bride's, Fleet Street, Londres, Lockey a été apprenti chez le miniaturiste et orfèvre de la reine Elizabeth Nicholas Hilliard pendant huit ans à partir de Michaelmas 1581, et a été fait un homme libre ou un maître de la Worshipful Company of Goldsmiths en 1600.
Il a travaillé principalement comme copiste de portraits antérieurs pour composer des ensembles de peintures à l'huile pour les longues galeries à la mode dans les grandes maisons, mais des miniatures de portraits signées ou documentées sur vélin et une gravure de page de titre signée pour la Bible des évêques de 1602 survivent également.

## Versions de lafamille More de Holbein

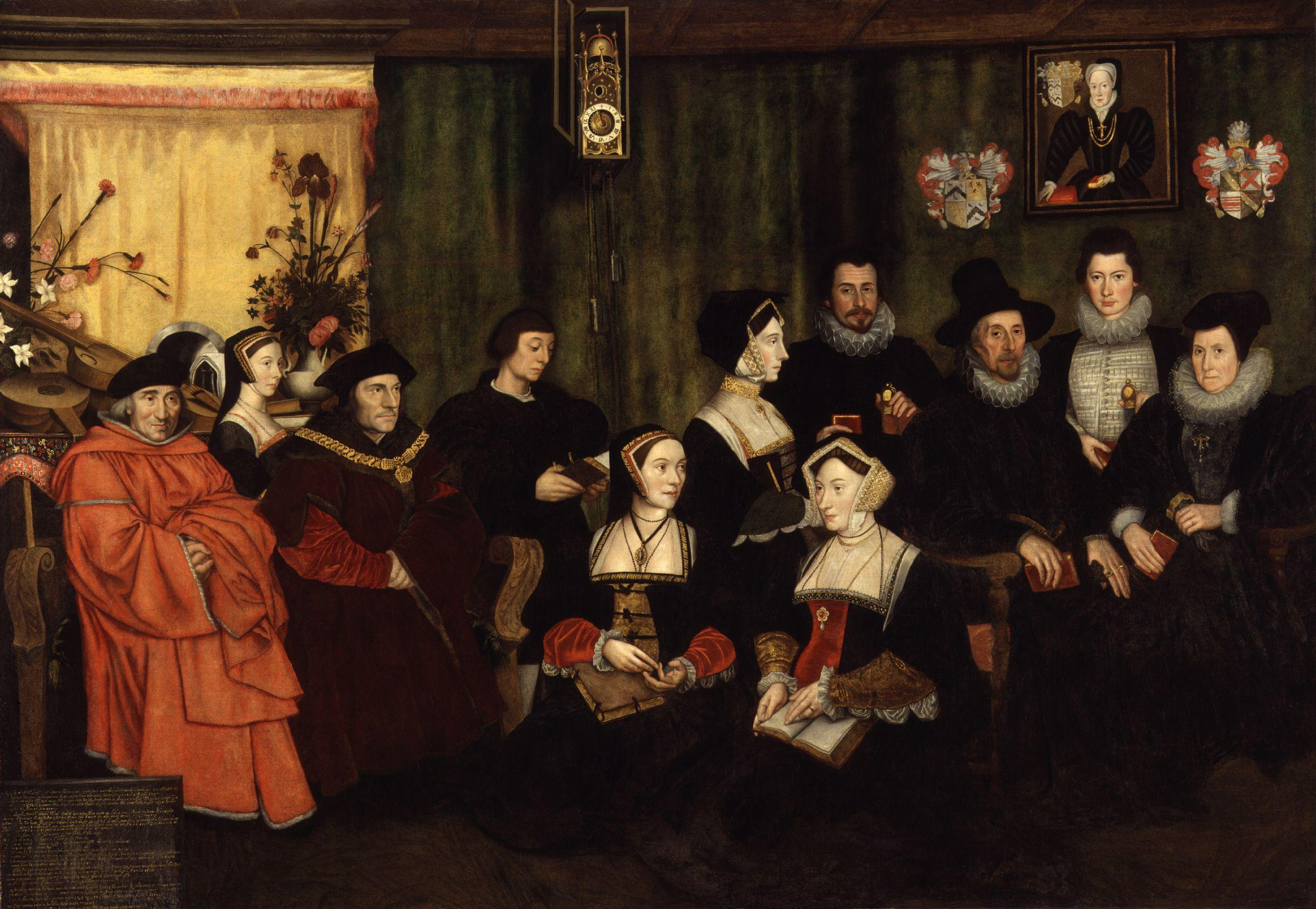
Sir Thomas More et ses descendants, huile sur toile, v. 1593

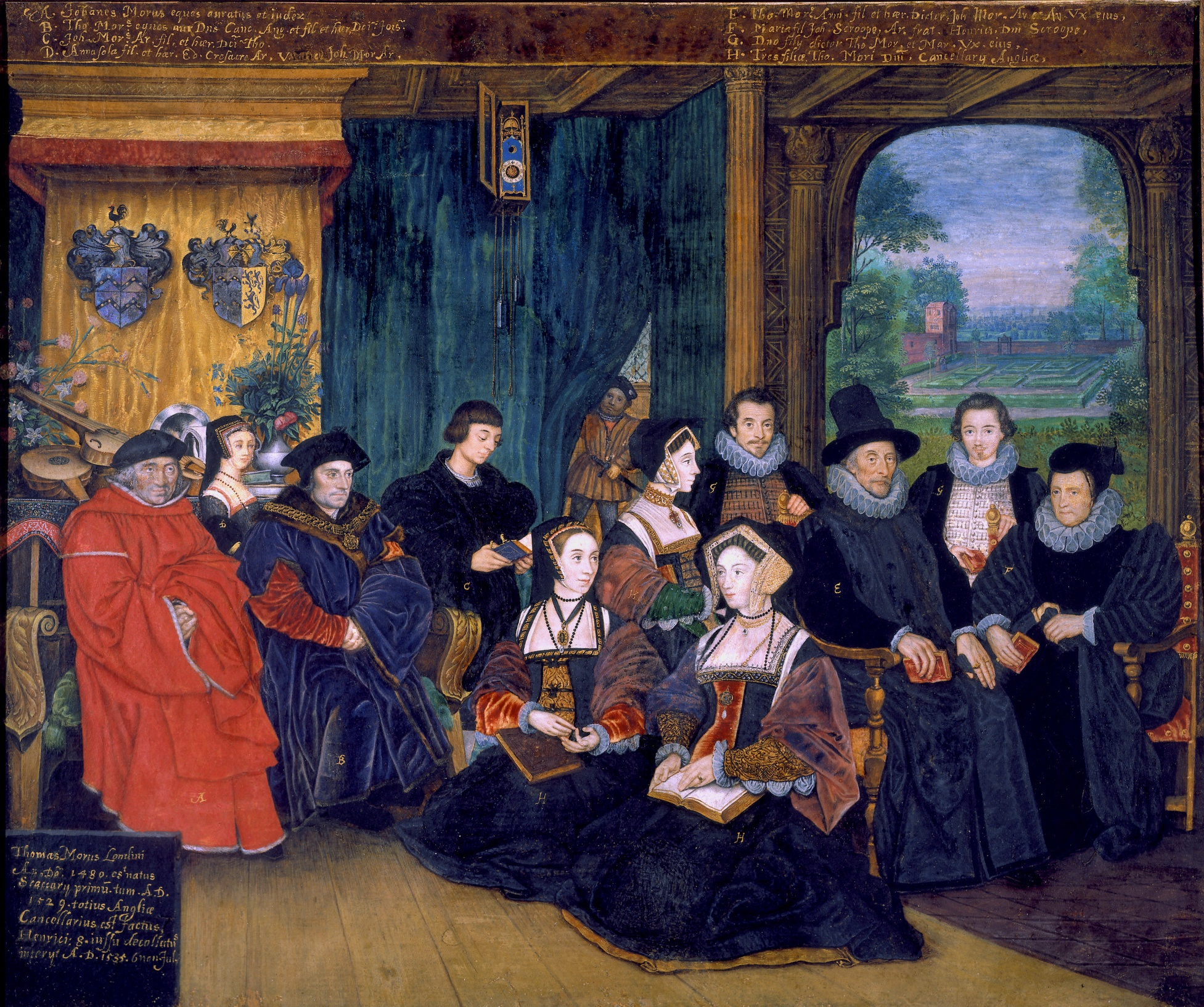
Sir Thomas More et ses Descendants, miniature, vélin collé sur carte, v. 1594

Il est surtout connu pour ses deux copies grandeur nature du début des années 1590 de la famille désormais éteinte de Sir Thomas More (1527) par Hans Holbein le Jeune au Nostell Priory et à la National Portrait Gallery de Londres - l'original a été détruit par feu au XVIIIe siècle. Ceux-ci diffèrent considérablement, car la version londonienne, Sir Thomas More, son père, sa famille et ses descendants, inclut les descendants de More dans leur tenue contemporaine mais omet plusieurs des figures de l'original d'Holbein. Celle-ci-a été peint vers 1593, probablement commandé par le petit-fils de More, Thomas More II, pour commémorer cinq générations de la famille. Les quatre personnages portant des fraises et tenant des livres de prières à droite sont Thomas More II, sa femme et leurs fils aîné et cadet. Anne More, née Cresacre (1511-1577), qui est la belle-fille de Sir Thomas, et apparaît deux fois : une fois copié de la peinture de Holbein en tant que jeune femme d'environ seize ans (entre Sir Thomas et son père) et aussi en tant que femme plus âgée dans la peinture sur la paroi arrière. Une version miniature du cabinet de ce portrait c. 1594 avec des détails différents, également probablement de Lockey, se trouve au Victoria and Albert Museum,. Il existe également un dessin de Holbein qui confirme l'exactitude générale de la version du prieuré de Nostell.
Deux autres exemplaires de Holbein, à l'ancien hôtel de ville de Chelsea et à Hendred House, East Hendred, peuvent être de Lockey, mais sont trop endommagés et repeints pour qu'une certitude soit possible.

## Autres peintures

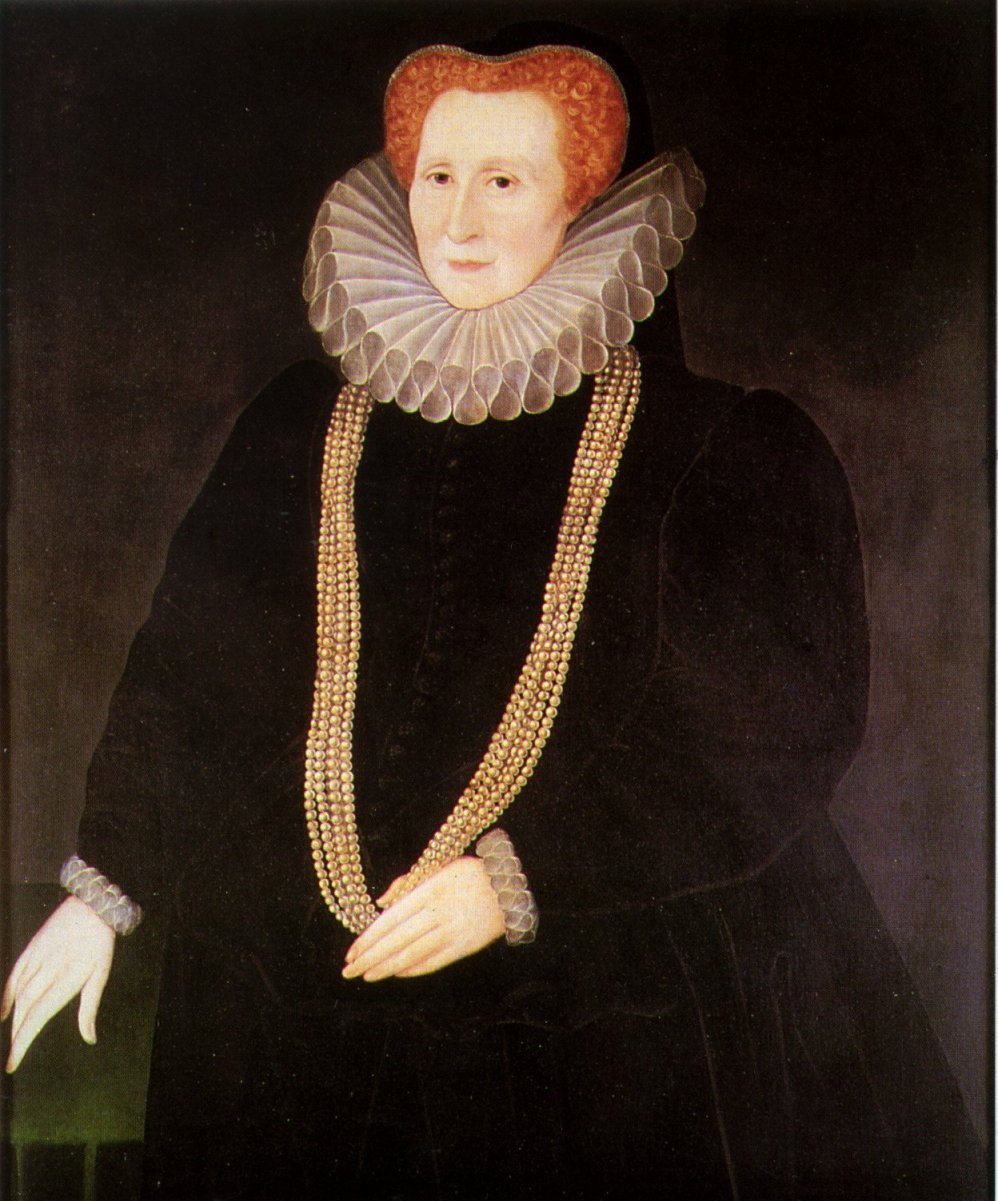
Bess de Hardwick, 1592

Son portrait signé de Lady Margaret Beaufort, mère d' Henri VII, basé sur une œuvre de Meynnart Wewyck (Maynard Vewicke) a été présenté au St John's College, Cambridge en 1598, et un portrait du roi Jacques Ier d'Angleterre en tant que jeune garçon, maintenant au National Portrait Gallery, Londres, basé sur une peinture de 1574 par Arnold Bronckorst, est également attribué à Lockey,.
Lockey a longtemps été associé à la famille Cavendish de Hardwick Hall, travaillant sous le patronage de Bess of Hardwick entre 1591 et 1597 et de son fils Sir William Cavendish entre 1608 et 1613, Il a produit une quarantaine d'images grandeur nature, y compris des copies de portraits des ancêtres élisabéthains de Cavendish.
L'historien de l'art Sir Roy Strong a identifié un certain nombre de copies inférieures des portraits miniatures de Hilliard comme étant probablement l'œuvre de Lockey, soulignant leurs « coups de pinceau faibles et laborieux » et leurs caractéristiques « tachées ». Strong conclut que même si Lockey n'avait « aucune importance en tant qu'artiste » par rapport à son brillant compagnon d'apprentissage à Hilliard Isaac Oliver, son importance réside dans la transmission de l'esthétique de Hilliard à la génération suivante.

## Formation artistique
Lockey peut être associé à des peintres hollandais ou flamands résidant à Londres dans les années 1580. L'un de ces peintres, Peter Matheeusen en 1588, fera des legs à son cousin Adrian Vanson, au miniaturiste Isaac Oliver et à Rowland Lockey, incluant sa bibliothèque de manuels pour peintres.

## Voir également